# 투르비용
시계학에서, 투르비용(프랑스어: Tourbillon, /tʊərˈbɪljən/)은 휴대용 시계의 탈진기 메커니즘에 정확성을 높이기 위해 추가된 기능이다. 영국의 시계공이자 발명가인 존 아놀드가 구상하고 그의 친구인 스위스-프랑스 시계공 아브라함-루이 브레게가 개발하여 브레게가 1801년 6월 26일에 특허를 받았다. 투르비용에서 탈진기와 밸런스 휠은 회전하는 케이지에 장착되어 밸런스의 균형 오차를 제거하여 균일한 무게를 유지하는 것을 목표로 한다.
투르비용은 일부 현대 손목시계에도 포함되어 있으며, 메커니즘은 일반적으로 시계의 얼굴에 노출되어 그 특징을 자랑한다.
역사적으로 브레게의 투르비용은 회중시계의 조절 시스템에 대한 중력의 불리한 영향을, 특히 수직 위치에서 상쇄하기 위해 고안되었다. 회중시계는 보통 조끼 주머니에 수직으로 착용되었으며, 이는 헤어스프링의 중력 왜곡을 초래했다. 투르비용은 전체 탈진기와 밸런스 휠을 일정한 간격으로 360도 회전시킴으로써 이러한 위치 오차를 평균화하는 것을 목표로 했다. 투르비용의 시간 측정상 이점은 오랫동안 논쟁의 대상이었지만, 이를 제작하고 조절하는 데 필요한 뛰어난 장인정신 때문에 시계 제작 기술의 상징으로 여겨지게 되었다.
투르비용의 희귀성은 거의 2세기 동안 지속되어, 1801년부터 1945년 사이에 천 개 미만이 제작된 것으로 추정된다. 이들은 종종 고도로 숙련된 장인들이 천문대 시험에 제출하기 위해 제작했다. 초기 사례 중 주목할 만한 것은 1884년에 처음 구상되어 에르네스트 기낭(Ernest Guinand)이 제작한 지라드-페리고(Girard-Perregaux)의 세 개의 금빛 브릿지를 가진 투르비용으로, 기낭은 파텍 필립(Patek Philippe)의 무브먼트도 제작했다. 앨버트 포터(Albert Potter)와 바네 보니크센(Bahne Bonniksen) (관련 회전 탈진기 플랫폼인 카루셀(karrusel)의 발명가)과 같은 다른 혁신가들은 이 복잡한 기술의 진화를 더욱 다양화했다.
투르비용이 손목시계에 적용되기 시작한 것은 20세기 중반이 되어서였다. 초기 손목시계 투르비용은 파텍 필립, 립(Lip), 오메가(Omega) 등의 제품을 포함하여 매우 한정된 수량으로 제작되었다. 1986년, 오데마 피게(Audemars Piguet)는 세계 최초의 자동 투르비용 손목시계인 칼리버 2870을 출시하며 투르비용에 대한 관심을 다시 불러일으켰다. 폭이 7.2mm에 불과한 티타늄 케이지와 총 무브먼트 높이가 2.5mm인 이 시계는 기술적인 이정표를 세웠고, 투르비용의 현대적 부활을 촉진하는 계기가 되었다.

## 투르비용의 종류

### 단축 투르비용

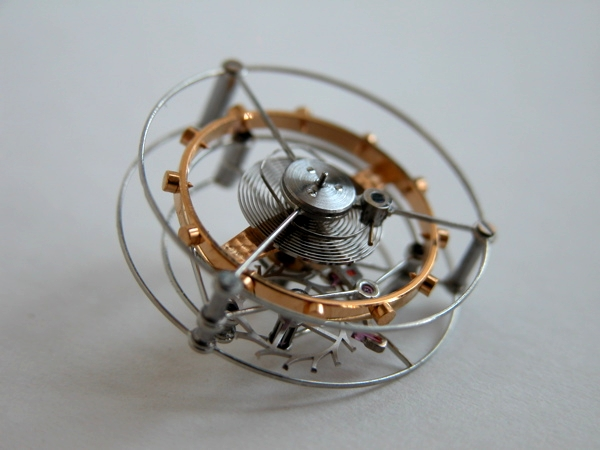
조립된 투르비용

브레게 (시계)가 1801년에 특허를 낸 단축 투르비용은 균형 오차로 인한 위치별 시간 오차를 최소화한다. 투르비용은 본질적으로 균형을 잡기 어려웠던 분할 이중 금속 밸런스를 보완하기 위해 발명되었다.
가장 일반적인 구현 방식에서 투르비용 캐리지는 정지된 네 번째 휠 안에 있는 네 번째 피니언에 의해 지지된다. 탈진 피니언은 이 정지된 네 번째 휠과 맞물려 캐리지가 네 번째 피니언에 의해 회전할 때 탈진 휠도 회전하게 된다. 캐리지는 밸런스의 각 진동마다 해제되고 잠긴다.

### 이축 투르비용

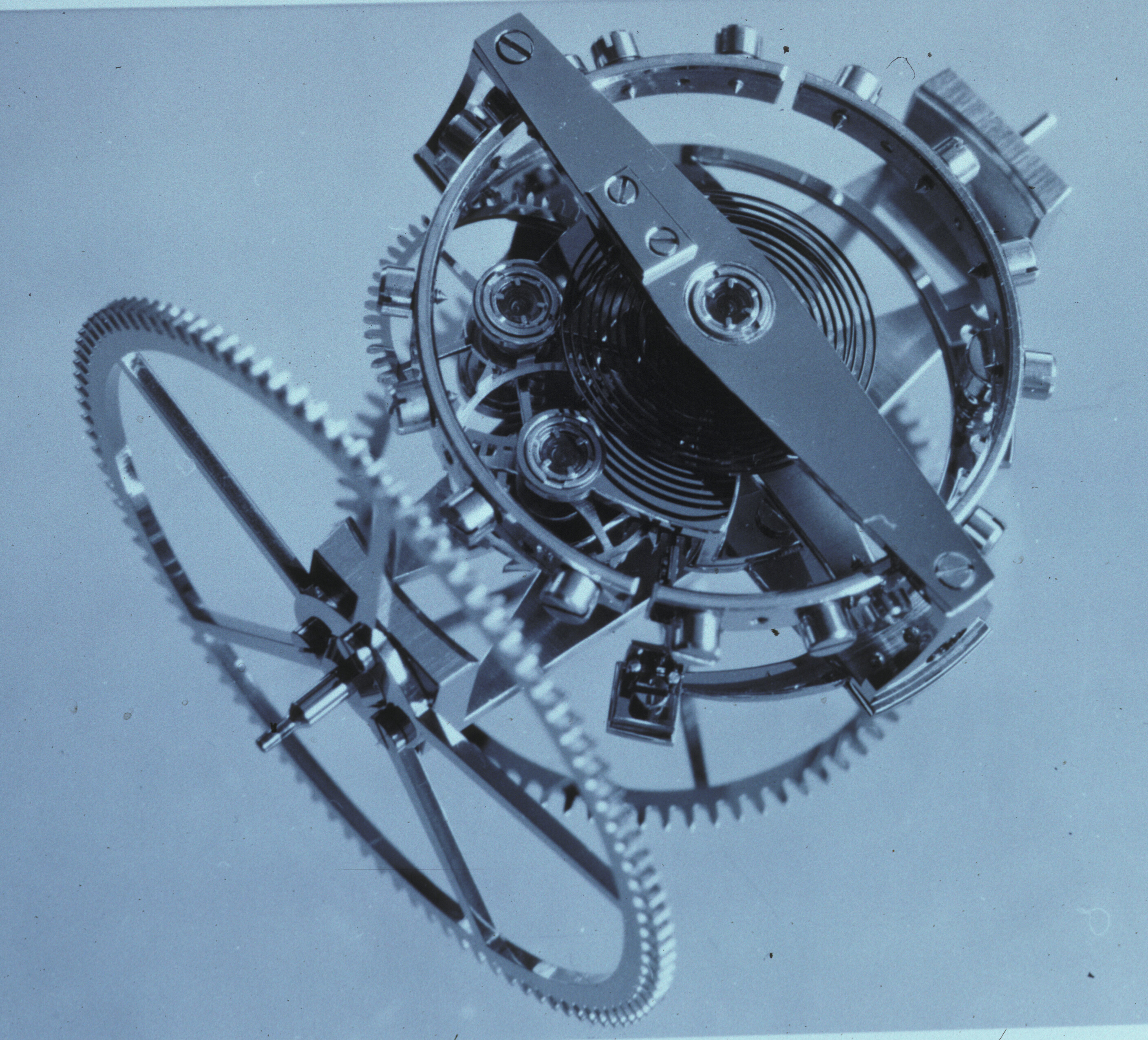
앤서니 랜들(Anthony Randall)의 이축 투르비용이 설치된 캐리지 시계

앤서니 랜들(Anthony Randall)은 1977년 1월에 이축 투르비용을 발명하고 이후 특허를 받았다. 첫 번째 작동 시제품은 1978년에 리처드 굿(Richard Good)이 제작했다. 1980년, 앤서니 랜들(Anthony Randall)은 캐리지 시계에 이축 투르비용을 제작했는데, 이 시계는 (현재 폐관된) 미국 일리노이주 록포드에 있는 타임 박물관(Time Museum)에 소장되었고, 그들의 크로노미터 카탈로그에 포함되었다.
이 투르비용의 특징은 두 개의 축을 중심으로 회전하며, 두 축 모두 1분에 한 번 회전한다는 것이다. 전체 투르비용은 리몽투아르라는 특별한 등력 메커니즘에 의해 구동된다. 프레셔(Prescher)는 태엽이 감기거나 풀릴 때의 영향, 마찰, 중력을 균등하게 하기 위해 등력 메커니즘을 발명했다. 따라서 이축 투르비용의 진동 조절 시스템에는 항상 균일한 힘이 공급된다. 이 장치는 앙리 제네레(Henri Jeanneret)의 설계에 따른 수정된 시스템을 통합한다.

### 이중 및 사중 투르비용

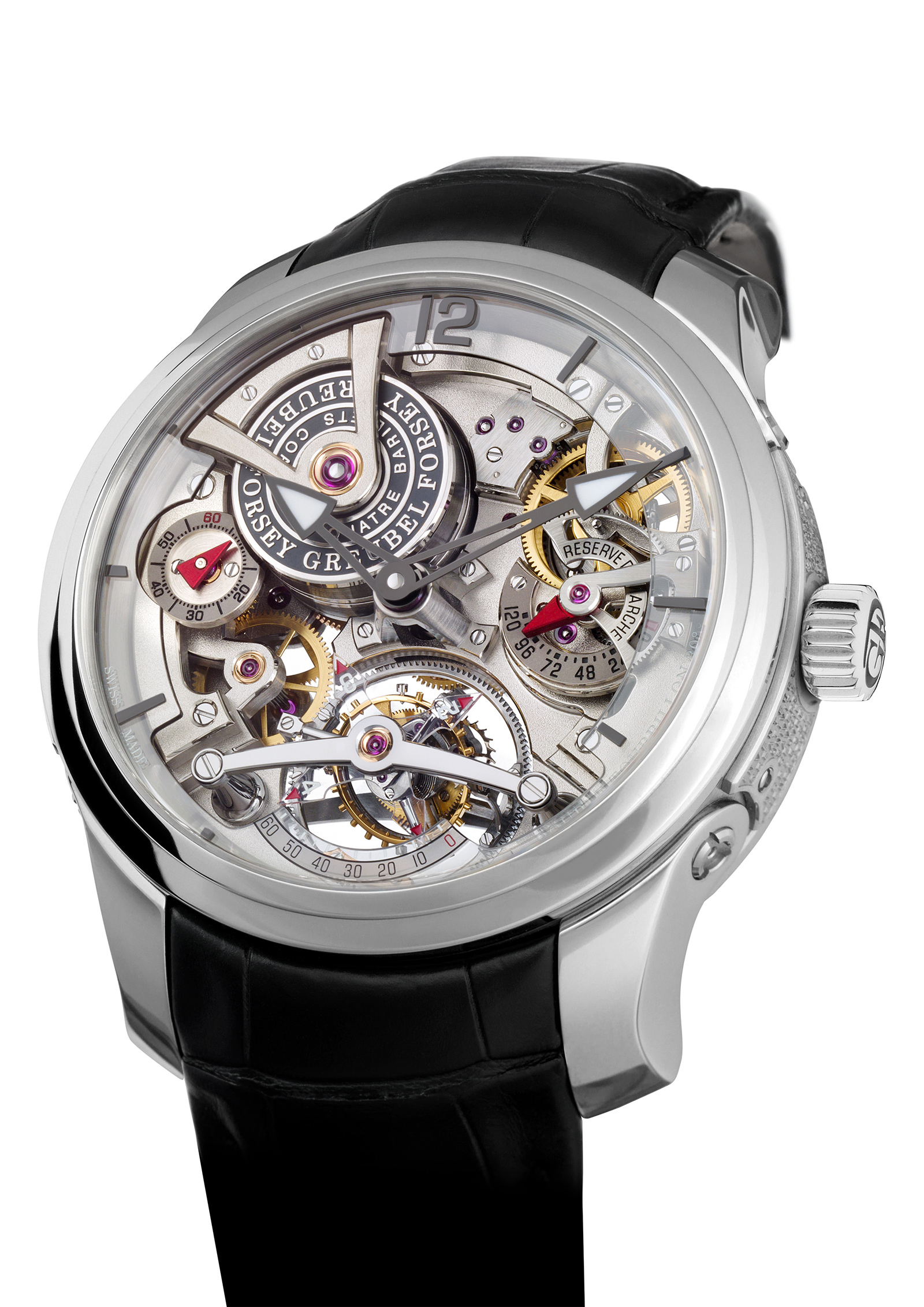
그뢰벨 포지 더블 투르비용 테크니크, 르로클 시계 박물관에서 주최한 2011년 국제 크로노미터 대회에서 우승한 사례

로베르 그뢰벨(Robert Greubel)과 스테판 포지(Stephen Forsey)는 2004년 더블 투르비용 30° (DT30)를 선보이며 그뢰벨 포지 브랜드를 런칭했다. 두 사람은 1992년부터 르노 & 파피(Renaud & Papi)에서 함께 일하며 복잡한 시계 무브먼트를 개발했다. 더블 투르비용 30°는 1분에 한 번 회전하고 30° 기울어진 투르비용 캐리지 안에 4분마다 한 번 회전하는 또 다른 캐리지를 특징으로 한다. 2005년, 그뢰벨 포지는 독립적으로 작동하는 두 개의 더블 투르비용을 사용하는 쿼드러플 투르비용 아 디페렌시엘 (QDT)을 선보였다. 구형 디퍼렌셜은 네 개의 회전하는 캐리지를 연결하여 서로 다른 속도로 회전하는 두 개의 휠 사이에 토크를 분배한다.

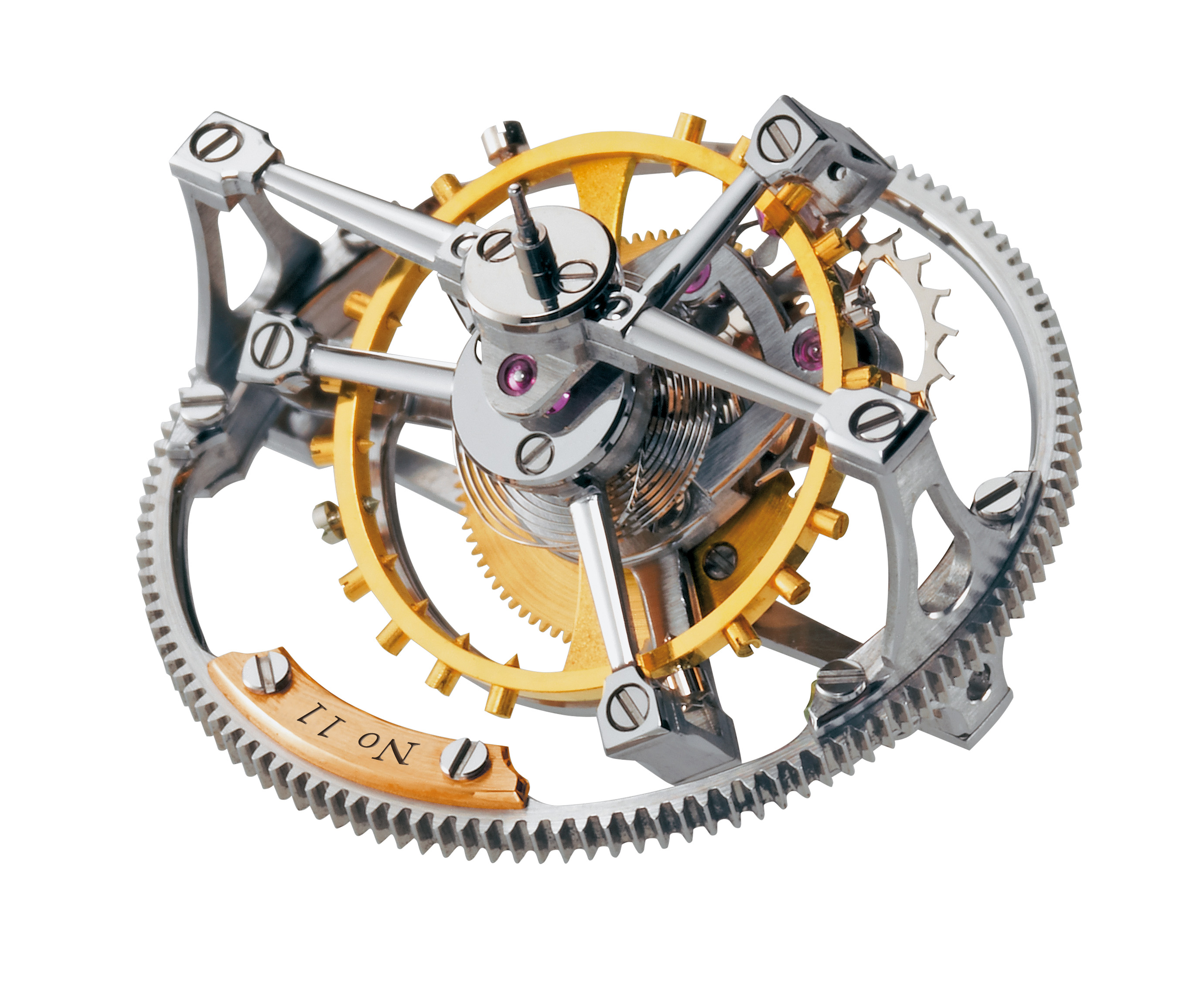
그뢰벨 포지 더블 투르비용 30° 메커니즘

### 삼축 투르비용

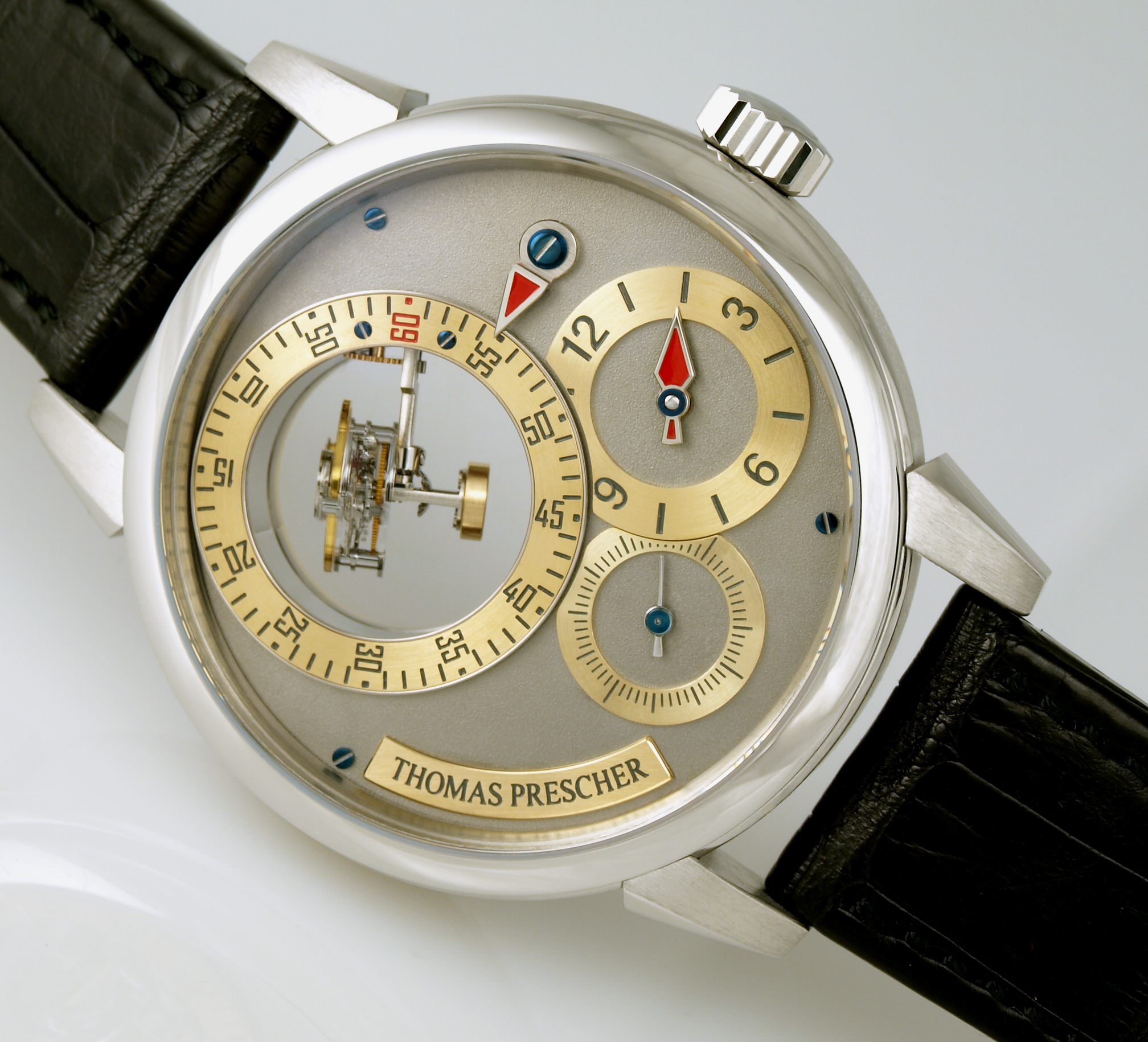
토마스 프레셔(Thomas Prescher)의 삼축 투르비용

2004년, 토마스 프레셔는 손목시계용 캐리지 내부에 등력 장치를 갖춘 최초의 삼축 투르비용을 토마스 프레셔 오트 올로제리(Thomas Prescher Haute Horlogerie)를 위해 개발했다. 이는 스위스 바젤에서 열린 바젤월드 2004에서 단축, 이축, 삼축 투르비용을 포함한 세 가지 시계 세트로 선보여졌다.
전통적인 주얼 베어링만으로 구성된 세계 유일의 손목시계용 삼축 투르비용 무브먼트는 2007년 벡세이 시계(Bexei Watches)의 독립 시계 제작자 아론 벡세이(Aaron Becsei)가 발명했다. 프리머스(Primus) 손목시계는 스위스 바젤에서 열린 바젤월드 2008에서 선보여졌다. 삼축 투르비용 무브먼트에서 3번째(외부) 케이지는 볼 베어링 대신 모든 곳에 주얼 베어링을 사용할 수 있도록 하는 독특한 형태를 가지고 있다. 이는 이 크기와 복잡성 수준에서 독특한 해결책이다. 삼축 또는 삼축 투르비용 탈진기를 포함하는 손목시계와 회중시계는 몇 가지가 있다. 이 메커니즘을 포함하는 회사 및 시계 제작자의 예로는 비아네 할터(Vianney Halter)의 "딥 스페이스(Deep Space)" 시계, 토마스 프레셔(Thomas Prescher), 아론 벡세이(Aaron Becsei), 지라드-페리고의 "트라이-액시얼 투르비용(Tri-Axial Tourbillon)", 퍼넬 (기업)의 "스페리온(Spherion)", 그리고 2024년에 출시된 예거 르쿨트르의 "헬리오투르비용(Heliotourbillon)"이 있다.

### 플라잉 투르비용
위아래 양쪽에서 브릿지나 콕에 의해 지지되는 대신, 플라잉 투르비용은 한쪽에서만 지지되는 외팔보 형태이다. 최초의 플라잉 투르비용은 1920년 독일 시계 제작 학교 강사 알프레드 헬비히(Alfred Helwig)에 의해 설계되었다.
1993년, 홍콩에 거주하는 중국인 시계 제작자 키우 타이유(Kiu Tai-Yu)는 탈진기 휠과 팔레트 포크를 위한 축약된 캐리지만을 가진 세미 플라잉 투르비용을 만들었으며, 밸런스 휠의 상단 피벗은 사파이어 브릿지로 지지되었다.

### 자이로 투르비용
예거 르쿨트르의 첫 손목시계 투르비용은 1993년에 소개되었으며(비록 JLC는 유명한 천문대 경쟁 칼리버 170을 포함하여 그 전에도 투르비용을 생산했지만), 2004년에는 자이로투르비용 I(Gyrotourbillon I)을 선보였다. 자이로투르비용 I은 퍼페추얼 캘린더와 균시차를 갖춘 이축 투르비용이며, 그 이후 예거 르쿨트르는 다축 투르비용 테마로 여러 변형을 생산해왔다. 일반적으로 이들은 상당히 두꺼운 시계였지만(자이로투르비용 I은 16mm 두께), 리베르소 트리뷰트 자이로투르비용(Reverso Tribute Gyrotourbillon)을 통해 JLC는 더 얇고 착용하기 훨씬 편리한 다축 투르비용 버전을 생산했다. 51.1mm x 31mm x 12.4mm이다.

## 현대 투르비용 시계

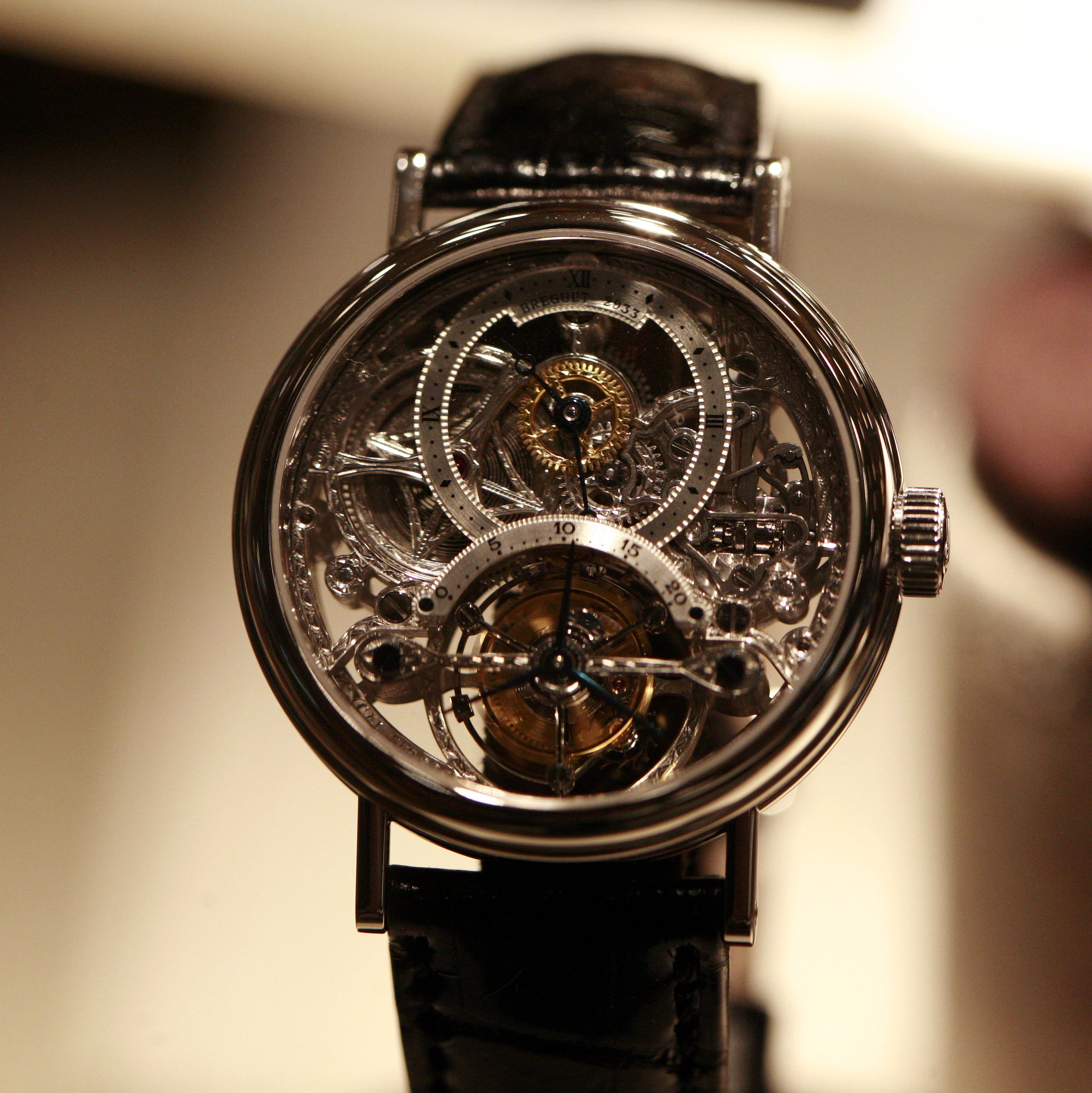
브레게 (시계)의 투르비용 무브먼트 시계

현대 기계식 시계 디자인에서 고정밀 시계를 생산하는 데 투르비용이 필수는 아니다. 심지어 시계학자들 사이에서는 투르비용이 처음 도입되었을 때조차 기계식 시계의 정확도를 실제로 향상시켰는지, 아니면 당시 시계가 설계 및 제조 기술 때문에 본질적으로 부정확했는지에 대해 논쟁이 있다. 투르비용은 수집가와 고가 시계의 소중한 특징으로 여겨지는데, 이는 기계식 시계가 훨씬 더 정확한 유사한 쿼츠 시계보다 훨씬 더 높은 가격에 팔리는 것과 같은 이유일 수 있다.
최근 몇 년간 아방가르드 시계 제작자들은 투르비용 무브먼트의 내구성과 착용성을 향상시키는 데 초점을 맞춰 일상적으로 사용할 수 있는 시계를 만드는 것을 목표로 삼았다. 전통적으로 섬세한 복잡 시계로 여겨졌던 투르비용은 이제 정밀도를 손상시키지 않으면서 더 큰 충격과 환경 스트레스를 견딜 수 있도록 재설계되고 있다. 투르비용 시계만을 전문으로 하는 비앙셰(Bianchet)는 투르비용 무브먼트와 시계 케이스에 티타늄 및 고성능 복합 재료 합금과 같은 첨단 소재를 통합하여 이러한 접근 방식을 잘 보여준다. 또한, 향상된 충격 흡수 시스템, 최적화된 파워 리저브 및 방수 기능을 포함한 무브먼트 구조의 혁신은 현대 투르비용 시계를 일상 착용에 더 견고하고 실용적으로 만드는 데 기여한다. 결과적으로 이러한 투르비용 시계는 이제 스포츠 경기에서 선수들에게도 지지받으며, 고강도 조건에서의 탄력성을 입증하고 있다.
주로 스위스 고급 시계 산업에서 생산되는 고품질 투르비용 손목시계는 매우 비싸며, 일반적으로 수만 달러 또는 유로에 판매되고, 수십만 달러 또는 유로에 달하는 훨씬 더 높은 가격도 흔하다. 최근 투르비용에 대한 관심이 다시 높아지면서 업계에서는 이 기능을 갖춘 시계의 가용성이 증가했으며, 그 결과 기본 투르비용 모델의 가격이 최근 몇 년간 다소 낮아졌다. 이전에는 이러한 모델들이 골동품이든 새것이든 매우 드물었다. 투르비용이 있는 시계는 이 기능이 없는 동급 시계보다 훨씬 더 비싸다. 스위스 모델의 가격은 일반적으로 40,000달러부터 시작하며, 더 비싼 투르비용 시계의 가격은 여섯 자리 숫자에 달할 수 있다. 일부 중국 모델의 가격은 수백 달러에서 거의 5000달러에 이른다. 그러나 도널드 트럼프 브랜드 "빅토리 투르비용"은 중국에서 147개 한정 생산되며, 가격은 10만 달러이다.
현대적인 구현 방식은 일반적으로 시계 페이스의 창을 통해 투르비용을 볼 수 있도록 한다. 장식적인 효과 외에도 투르비용이 정확히 1분마다 회전하는 경우 일부 시계에서 초침 역할을 할 수 있다. 일부 투르비용은 이보다 더 빨리 회전하기도 한다 (그뢰벨 포지의 24초 투르비용 등). 또한 많은 일상 시계에는 진동하는 밸런스 휠이 특징이다. 때로는 "오픈 하트"라고 적절하게 불리기도 하는 이들은 양심 없는 딜러에 의해 투르비용으로 오인되기도 한다 (그리고 양심적인 딜러는 "투르비용 스타일"이라고 한다).

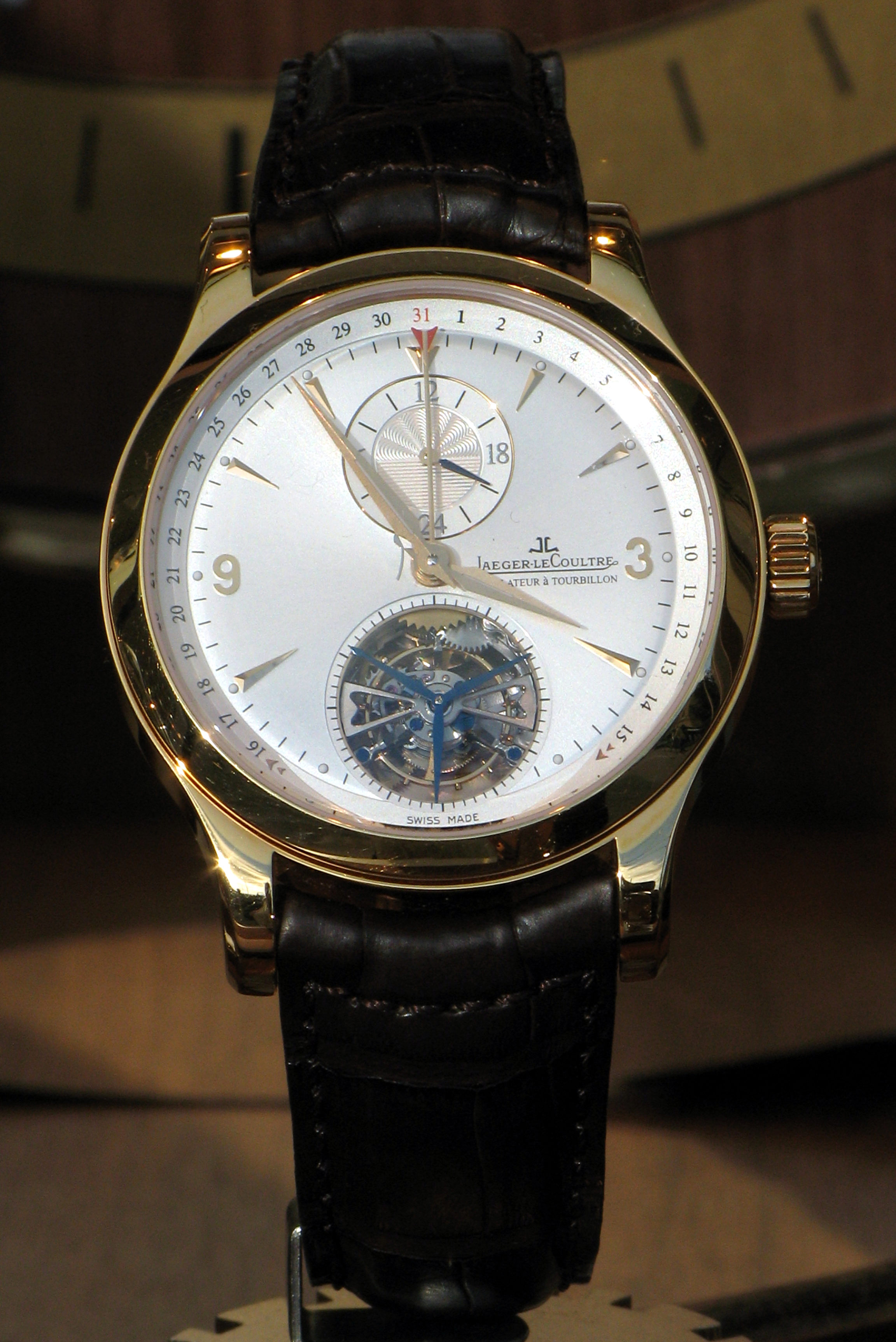
예거 르쿨트르 투르비용 무브먼트 시계
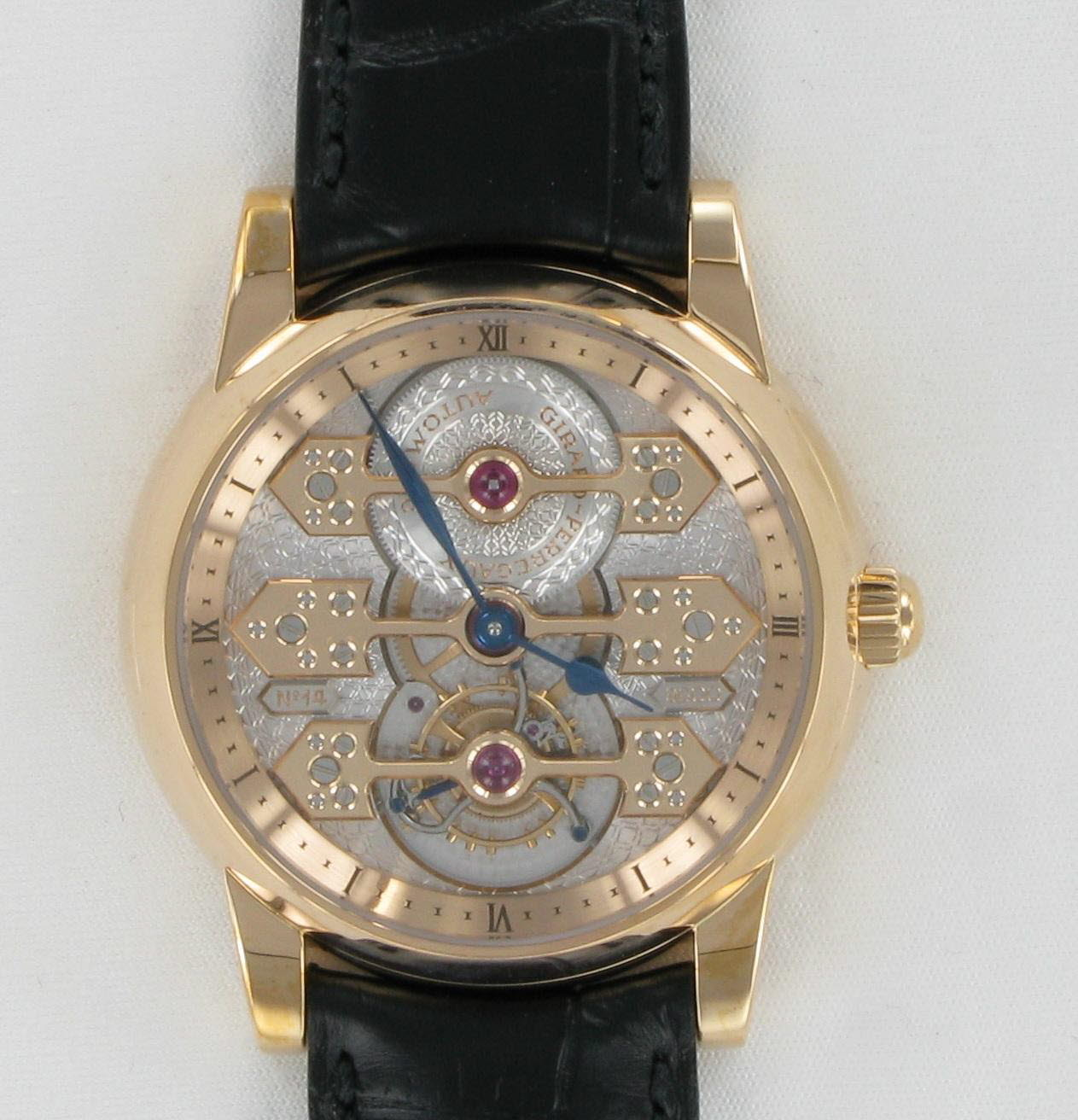
세 개의 금빛 브릿지를 가진 투르비용, 지라드-페리고

## 향상된 경제성
톈진 씨걸과 같은 몇몇 중국인 제조업체들은 현재 다양한 투르비용 무브먼트를 생산하고 있다. 이 무브먼트들은 일부 제조업체에 의해 에보슈로 구매되며, 때로는 스위스 시계 산업 연맹의 스위스 메이드(Swiss Made) 요구 사항을 충족하는 시계에 통합되기도 한다. 이는 가치의 60%가 스위스에서 제조되어야 한다는 것이다. 저렴한 투르비용의 가용성은 업계 관측통들로 하여금 또 다른 쿼츠 파동이 발생할 수 있다고 우려하게 만들었다. 스위스 시계 산업이 다른 나라에서 생산되는 저렴한 복잡한 기계식 시계에 빠르게 적응하지 못할 수도 있다는 것이다. 2016년, 태그호이어는 까레라 호이어-02T(Carrera Heuer-02T) 투르비용을 14,900 스위스 프랑(약 15,000 미국 달러)의 권장 소매가로 판매하기 시작했는데, 이는 다른 기존 스위스 시계 브랜드가 책정하는 100,000 스위스 프랑 이상보다 훨씬 낮은 가격이다.

## 같이 보기
- 경매에서 팔린 가장 비싼 시계 목록
- 부가티 투르비용 - 투르비용 메커니즘에서 이름을 딴 자동차

## 참고 문헌
- Denny, Mark (June 2010). 《The Tourbillon and How It Works》. 《IEEE Control Systems Magazine》 30 (IEEE 제어 시스템 학회). 19–99쪽. doi:10.1109/MCS.2010.936291. S2CID 24169789.